# Equus hemionus kulan
Equus hemionus kulan (туркменский кулан) — непарнокопытное животное рода лошадей, подвид кулана, обитает на каменистых плато Туркменистана.
Это подвид азиатского дикого осла, обитающий на каменистых и пустынных плато Туркменистана. В 2008 году туркменский кулан был внесен в список вымирающих видов животных планеты и в список Красной книги Туркменистана.
К 40-м годам XX века данный подвид сохранился только на возвышенности Бадхыз (юг Туркменистана). Проведенная в период 50-х — 90-х годов XX века реинтродукция увеличила число популяций на 10: 6 из них было создано в Туркменистане и 4 — в Казахстане. К настоящему времени туркменский кулан, по-видимому, сохранился только в 7 местах реинтродукции. Все малые популяции, похоже, страдают от высокого давления со стороны браконьеров, конкуренции с домашним скотом и сокращения среды обитания.
Базовая популяция в Бадхызском заповеднике за период с 1990 по 2014 годы сократилась более чем на 95% (с оценочных 6000 особей до исторического минимума в 200 особей в 2013). Крупная реинтродуцированная популяция в Алтын-Эмеле демонстрировала тенденцию к увеличению и оценивается примерно в 2500-3000 особей, но не имеет перспектив дальнейшего роста.
Угрозы подвиду включают в себя:
- сокращение среды обитания из-за использования в сельском хозяйстве;
- конкуренцию со стороны домашнего скота;
- незаконную охоту с целью употребления в пищу;
- истребление при выходе из ООПТ на возделываемые поля;
- засухи и экстремальные зимы с оледенением.

Хотя охота на кулана находится под запретом в Казахстане и Туркменистане, добыча его браконьерами является главной угрозой в отдельных регионах обеих стран и может привести малые субпопуляции к полному исчезновению.
Пограничная полоса на границе с Ираном и Афганистаном более не позволяет кулану уходить на юг. Включен в приложение II CITIES, следовательно, международная торговля им разрешена при выдаче разрешение на экспорт или реэкспорт. Хотя большая часть популяции находится в заповедниках, куланы предпринимают сезонные миграции и дальние переходы за их границы.  

## Популяция
Популяция взрослых туркменских куланов оценивается в 1600-2000 особей.
Казахстан:
1. Национальный парк Алтын-Эмель. В 1982-84 годах реинтродуцировано 32-38 кулана. 2500-3000 особей, тенденция к увеличению. Популяция слишком велика для национального парка и перспектив роста не имеет.
2. Андасайский заказник. В 1986-90 годах реинтродуцировано 120 особей, в 2006-11 годах — 95. 35 особей, данных по тенденции недостаточно.
3. Окрестности Барсакельмес. 19 куланов было реинтродуцировано в 1953-64 годах. Стабильная популяция в 347 особей.

Туркменистан:
1. Бадхыз. 420 особей, тенденция к уменьшению.
2. Меана и Чаача (восточный Копетдаг). В 1979-89 годах реинтродуцировано 48 особей. В настоящий момент около 100, данных об изменении численности недостаточно.
3. Болдумсаз. 18 реинтродуцировано в 1981 году. 10-15 особей.
4. Западный Копетдаг. 47 реинтродуцировано в 1988-89 годах. 13 особей.

Узбекистан/Туркменистан:
1. Капланкырский заповедник. Около 100 куланов реинтродуцировано в 1983-87 годах. 350-400 особей, тенденция к увеличению.

Вполне вероятно, что численность туркменской популяции, включая Бадхыз, ниже цифры, представленной в 2014 году, поскольку признаки браконьерства значительны и предполагают высокую незаконную добычу. Нынешняя тенденция к росту двух субпопуляций не сможет долго продолжаться при такой угрозе, как это уже наблюдалось ранее в Бадхызе.
Автохтонная субпопуляция в Бадхызском заповеднике сокращается. Большая часть популяции куланов в Бадхызе летом покидает охраняемый район в поисках источников воды, таких как реки Кушка и Ислим, расположенные вблизи афганской границы. За пределами охраняемой территории конкуренция с животноводством и набеги на возделываемые поля приводят к конфликтам с местным населением. Преследование со стороны пастухов и их собак и перевыпас скота ограничивают доступ куланам к пастбищам и воде за пределами заповедника.
Данных по ситуации с куланом в Туркмении явно недостаточно. Точность оценки численности популяции и диапазон ее распределения неясны.